# Bobol
Bobol is een bestuurslaag in het regentschap Bojonegoro van de provincie Oost-Java, Indonesië. Bobol telt 5939 inwoners (volkstelling 2010).